# Interlands Roemeens voetbalelftal 1990-1999
Deze pagina toont een chronologisch en gedetailleerd overzicht van de interlands die het Roemeens voetbalelftal heeft gespeeld in de periode 1990 – 1999.

## Interlands

### 1990
|                                                       |          |       |          |                                                                                            |
| 4 februari Vriendschappelijk № 384 «onderlinge duels» | Algerije | 0 – 0 | Roemenië | Stadion van 5 juli 1962, Algiers Toeschouwers: 40.000 Scheidsrechter: Rachid Medjiba (ALG) |
| 4 februari Vriendschappelijk № 384 «onderlinge duels» |          |       |          | Stadion van 5 juli 1962, Algiers Toeschouwers: 40.000 Scheidsrechter: Rachid Medjiba (ALG) |

|                                                     |                           |       |                                                    |                                                                                  |
| 28 maart Vriendschappelijk № 385 «onderlinge duels» | Egypte                    | 1 – 3 | Roemenië                                           | Cairostadion, Caïro Toeschouwers: 50.000 Scheidsrechter: Theodoros Kefalas (GRE) |
| 28 maart Vriendschappelijk № 385 «onderlinge duels» | Taher Sayed Abou Zeid 30' |       | 19' Daniel Timofte 23' Gabi Balint 87' Gabi Balint | Cairostadion, Caïro Toeschouwers: 50.000 Scheidsrechter: Theodoros Kefalas (GRE) |

|                                                                      |                                        |       |                          |                                                                                 |
| 3 april Vriendschappelijk № 386 «onderlinge duels» 20:15 uur (UTC+2) | Zwitserland                            | 2 – 1 | Roemenië                 | Stadion Allmend, Luzern Toeschouwers: 3.500 Scheidsrechter: Roman Steindl (AUT) |
| 3 april Vriendschappelijk № 386 «onderlinge duels» 20:15 uur (UTC+2) | Heinz Hermann 44' Frédéric Chassot 48' |       | 25' (pen.) Gheorghe Hagi | Stadion Allmend, Luzern Toeschouwers: 3.500 Scheidsrechter: Roman Steindl (AUT) |

|                                                                       |                   |       |                                                                                |                                                                                        |
| 25 april Vriendschappelijk № 387 «onderlinge duels» 18:00 uur (UTC+3) | Israël            | 1 – 3 | Roemenië                                                                       | Kiryat Eliezerstadion, Haifa Toeschouwers: 3.000 Scheidsrechter: Yaacov Scheiner (ISR) |
| 25 april Vriendschappelijk № 387 «onderlinge duels» 18:00 uur (UTC+3) | Eitan Aharoni 73' |       | 6' (e.d.) Marco Balbul 13' (pen.) Gheorghe Hagi 45' Ioan Sabău 87' Gabi Balint | Kiryat Eliezerstadion, Haifa Toeschouwers: 3.000 Scheidsrechter: Yaacov Scheiner (ISR) |

|                                                   |                     |       |        |                                                                                         |
| 21 mei Vriendschappelijk № 388 «onderlinge duels» | Roemenië            | 1 – 0 | Egypte | Stadionul 23 August, Boekarest Toeschouwers: 23.000 Scheidsrechter: Wojciech Rudy (POL) |
| 21 mei Vriendschappelijk № 388 «onderlinge duels» | Rodion Cămătaru 19' |       |        | Stadionul 23 August, Boekarest Toeschouwers: 23.000 Scheidsrechter: Wojciech Rudy (POL) |

|                                                                     |                                 |       |                                             |                                                                                |
| 26 mei Vriendschappelijk № 389 «onderlinge duels» 19:00 uur (UTC+2) | België                          | 2 – 2 | Roemenië                                    | Heizelstadion, Brussel Toeschouwers: 31.625 Scheidsrechter: Alain Delmer (FRA) |
| 26 mei Vriendschappelijk № 389 «onderlinge duels» 19:00 uur (UTC+2) | Enzo Scifo 7' Leï Clijsters 29' |       | 53' Mircea Rednic 64' (pen.) Marius Lăcătuș | Heizelstadion, Brussel Toeschouwers: 31.625 Scheidsrechter: Alain Delmer (FRA) |

| Wereldkampioenschap voetbal 1990 |
| -------------------------------- |

|                                                                   |             |                                              |          |                                                                                           |
| 9 juni WK 1990 Groep B № 390 «onderlinge duels» 17:00 uur (UTC+2) | Sovjet-Unie | 0 – 2                                        | Roemenië | Stadio San Nicola, Bari Toeschouwers: 42.907 Scheidsrechter: Juan Daniel Cardellino (ARG) |
| 9 juni WK 1990 Groep B № 390 «onderlinge duels» 17:00 uur (UTC+2) |             | 42' Marius Lăcătuș 57' (pen.) Marius Lăcătuș |          | Stadio San Nicola, Bari Toeschouwers: 42.907 Scheidsrechter: Juan Daniel Cardellino (ARG) |

|                                                                    |                                 |       |                 |                                                                                 |
| 14 juni WK 1990 Groep B № 391 «onderlinge duels» 17:00 uur (UTC+2) | Kameroen                        | 2 – 1 | Roemenië        | Stadio San Nicola, Bari Toeschouwers: 38.687 Scheidsrechter: Hernán Silva (CHI) |
| 14 juni WK 1990 Groep B № 391 «onderlinge duels» 17:00 uur (UTC+2) | Roger Milla 76' Roger Milla 86' |       | 88' Gabi Balint | Stadio San Nicola, Bari Toeschouwers: 38.687 Scheidsrechter: Hernán Silva (CHI) |

|                                                                    |                  |       |                 |                                                                                          |
| 18 juni WK 1990 Groep B № 392 «onderlinge duels» 21:00 uur (UTC+2) | Argentinië       | 1 – 1 | Roemenië        | Stadio San Paolo, Napels Toeschouwers: 52.733 Scheidsrechter: Carlos Silva Valente (POR) |
| 18 juni WK 1990 Groep B № 392 «onderlinge duels» 21:00 uur (UTC+2) | Pedro Monzón 63' |       | 68' Gabi Balint | Stadio San Paolo, Napels Toeschouwers: 52.733 Scheidsrechter: Carlos Silva Valente (POR) |

|                                                                           |                                            |              |                                   |                                                                                             |
| 25 juni WK 1990 Achtste finale № 393 «onderlinge duels» 17:00 uur (UTC+2) | Ierland                                    | 0 – 0 (n.v.) | Roemenië                          | Stadio Luigi Ferraris, Genua Toeschouwers: 31.818 Scheidsrechter: José Roberto Wright (BRA) |
| 25 juni WK 1990 Achtste finale № 393 «onderlinge duels» 17:00 uur (UTC+2) |                                            |              |                                   | Stadio Luigi Ferraris, Genua Toeschouwers: 31.818 Scheidsrechter: José Roberto Wright (BRA) |
| 25 juni WK 1990 Achtste finale № 393 «onderlinge duels» 17:00 uur (UTC+2) | Strafschoppen                              |              |                                   | Stadio Luigi Ferraris, Genua Toeschouwers: 31.818 Scheidsrechter: José Roberto Wright (BRA) |
| 25 juni WK 1990 Achtste finale № 393 «onderlinge duels» 17:00 uur (UTC+2) | Sheedy Houghton Townsend Cascarino O'Leary | 5–4          | Hagi Lupu Rotariu Lupescu Timofte | Stadio Luigi Ferraris, Genua Toeschouwers: 31.818 Scheidsrechter: José Roberto Wright (BRA) |

|  |  |  |  |  |  |  |  |  |

|                                                                          |                            |       |                                     |                                                                                             |
| 29 augustus Vriendschappelijk № 394 «onderlinge duels» 19:00 uur (UTC+4) | Sovjet-Unie                | 1 – 2 | Roemenië                            | Centraal Leninstadion, Moskou Toeschouwers: 15.000 Scheidsrechter: Michał Listkiewicz (POL) |
| 29 augustus Vriendschappelijk № 394 «onderlinge duels» 19:00 uur (UTC+4) | Oleksii Mykhaylychenko 71' |       | 14' Marius Lăcătuș 64' Ioan Lupescu | Centraal Leninstadion, Moskou Toeschouwers: 15.000 Scheidsrechter: Michał Listkiewicz (POL) |

|                                                                              |                                     |       |                     |                                                                                             |
| 12 september EK 1992 kwalificatie № 395 «onderlinge duels» 20:00 uur (UTC+1) | Schotland                           | 2 – 1 | Roemenië            | Hampden Park, Glasgow Toeschouwers: 12.081 Scheidsrechter: Ildefonso Urízar Azpitarte (ESP) |
| 12 september EK 1992 kwalificatie № 395 «onderlinge duels» 20:00 uur (UTC+1) | John Robertson 37' Ally McCoist 76' |       | 13' Rodion Cămătaru | Hampden Park, Glasgow Toeschouwers: 12.081 Scheidsrechter: Ildefonso Urízar Azpitarte (ESP) |

|                                                         |                                    |       |                     |                                                                                      |
| 26 september Vriendschappelijk № 396 «onderlinge duels» | Roemenië                           | 2 – 1 | Polen               | Stadionul Steaua, Boekarest Toeschouwers: 7.500 Scheidsrechter: Robert Matušík (TCH) |
| 26 september Vriendschappelijk № 396 «onderlinge duels» | Ovidiu Lazăr 38' Iosif Rotariu 73' |       | 81' Robert Warzycha | Stadionul Steaua, Boekarest Toeschouwers: 7.500 Scheidsrechter: Robert Matušík (TCH) |

|                                                                            |          |                                                           |           |                                                                                             |
| 17 oktober EK 1992 kwalificatie № 397 «onderlinge duels» 15:00 uur (UTC+3) | Roemenië | 0 – 3                                                     | Bulgarije | Stadionul Steaua, Boekarest Toeschouwers: 15.350 Scheidsrechter: José Rosa dos Santos (POR) |
| 17 oktober EK 1992 kwalificatie № 397 «onderlinge duels» 15:00 uur (UTC+3) |          | 28' Nasko Sirakov 48' Nikolay Todorov 76' Nikolay Todorov |           | Stadionul Steaua, Boekarest Toeschouwers: 15.350 Scheidsrechter: José Rosa dos Santos (POR) |

|                                                                            | |       |            |                                                                                     |
| 5 december EK 1992 kwalificatie № 398 «onderlinge duels» 18:00 uur (UTC+2) | Roemenië                                                                                              | 6 – 0 | San Marino | Arena Națională, Boekarest Toeschouwers: 6.380 Scheidsrechter: Manfred Roßner (GER) |
| 5 december EK 1992 kwalificatie № 398 «onderlinge duels» 18:00 uur (UTC+2) | Ioan Sabău 2' Dorin Mateuț 18' Florin Răducioiu 43' Ioan Lupescu 56' Pavel Badea 77' Dan Petrescu 85' |       |            | Arena Națională, Boekarest Toeschouwers: 6.380 Scheidsrechter: Manfred Roßner (GER) |

### 1991
|                                                                          |                            |       |                                                                        |                                                                                      |
| 27 maart EK 1992 kwalificatie № 399 «onderlinge duels» 20:15 uur (UTC+1) | San Marino                 | 1 – 3 | Roemenië                                                               | Olympisch Stadion, Serravalle Toeschouwers: 745 Scheidsrechter: Roger Philippi (LUX) |
| 27 maart EK 1992 kwalificatie № 399 «onderlinge duels» 20:15 uur (UTC+1) | Valdes Pasolini 30' (pen.) |       | 18' (pen.) Gheorghe Hagi 46' Florin Răducioiu 83' (e.d.) Ivan Matteoni | Olympisch Stadion, Serravalle Toeschouwers: 745 Scheidsrechter: Roger Philippi (LUX) |

|                                                                         |             |       |          |                                                                                           |
| 3 april EK 1992 kwalificatie № 400 «onderlinge duels» 20:15 uur (UTC+2) | Zwitserland | 0 – 0 | Roemenië | Stade de la Maladière, Neuchâtel Toeschouwers: 15.700 Scheidsrechter: Gérard Biguet (FRA) |
| 3 april EK 1992 kwalificatie № 400 «onderlinge duels» 20:15 uur (UTC+2) |             |       |          | Stade de la Maladière, Neuchâtel Toeschouwers: 15.700 Scheidsrechter: Gérard Biguet (FRA) |

|                                                                       |        |                                 |          |                                                                                           |
| 17 april Vriendschappelijk № 357 «onderlinge duels» 21:00 uur (UTC+2) | Spanje | 0 – 2                           | Roemenië | Estadio Príncipe Felipe, Cáceres Toeschouwers: 16.000 Scheidsrechter: João Correira (POR) |
| 17 april Vriendschappelijk № 357 «onderlinge duels» 21:00 uur (UTC+2) |        | 46' Ion Timofte 57' Gabi Balint |          | Estadio Príncipe Felipe, Cáceres Toeschouwers: 16.000 Scheidsrechter: João Correira (POR) |

|                                                                     |                      |       |          |                                                                            |
| 23 mei Vriendschappelijk № 402 «onderlinge duels» 19:00 uur (UTC+2) | Noorwegen            | 1 – 0 | Roemenië | Ullevaalstadion, Oslo Toeschouwers: 4.379 Scheidsrechter: Brian Hill (ENG) |
| 23 mei Vriendschappelijk № 402 «onderlinge duels» 19:00 uur (UTC+2) | Jan Åge Fjørtoft 27' |       |          | Ullevaalstadion, Oslo Toeschouwers: 4.379 Scheidsrechter: Brian Hill (ENG) |

|                                                                          |          |                                     |                  |                                                                                       |
| 28 augustus Vriendschappelijk № 403 «onderlinge duels» 17:00 uur (UTC+3) | Roemenië | 0 – 2                               | Verenigde Staten | Stadionul Municipal, Brașov Toeschouwers: 5.000 Scheidsrechter: Bernd Heynemann (GER) |
| 28 augustus Vriendschappelijk № 403 «onderlinge duels» 17:00 uur (UTC+3) |          | 40' Marcelo Balboa 58' Bruce Murray |                  | Stadionul Municipal, Brașov Toeschouwers: 5.000 Scheidsrechter: Bernd Heynemann (GER) |

|                                                                            |                          |       |           |                                                                                         |
| 16 oktober EK 1992 kwalificatie № 404 «onderlinge duels» 18:00 uur (UTC+3) | Roemenië                 | 1 – 0 | Schotland | Stadionul Steaua, Boekarest Toeschouwers: 15.850 Scheidsrechter: Aron Schmidhuber (GER) |
| 16 oktober EK 1992 kwalificatie № 404 «onderlinge duels» 18:00 uur (UTC+3) | Gheorghe Hagi 75' (pen.) |       |           | Stadionul Steaua, Boekarest Toeschouwers: 15.850 Scheidsrechter: Aron Schmidhuber (GER) |

|                                                                             |                  |       |             |                                                                                          |
| 13 november EK 1992 kwalificatie № 405 «onderlinge duels» 21:00 uur (UTC+2) | Roemenië         | 1 – 0 | Zwitserland | Stadionul Steaua, Boekarest Toeschouwers: 30.000 Scheidsrechter: John Blankenstein (NED) |
| 13 november EK 1992 kwalificatie № 405 «onderlinge duels» 21:00 uur (UTC+2) | Dorin Mateuț 71' |       |             | Stadionul Steaua, Boekarest Toeschouwers: 30.000 Scheidsrechter: John Blankenstein (NED) |

|                                                                             |                   |       |                    |                                                                                                  |
| 20 november EK 1992 kwalificatie № 406 «onderlinge duels» 18:00 uur (UTC+2) | Bulgarije         | 1 – 1 | Roemenië           | Vasil Levski Nationaal Stadion, Sofia Toeschouwers: 27.744 Scheidsrechter: Peter Mikkelsen (DEN) |
| 20 november EK 1992 kwalificatie № 406 «onderlinge duels» 18:00 uur (UTC+2) | Nasko Sirakov 55' |       | 31' Adrian Popescu | Vasil Levski Nationaal Stadion, Sofia Toeschouwers: 27.744 Scheidsrechter: Peter Mikkelsen (DEN) |

|                                                        |                                              |       |                      |                                                                            |
| 21 december Vriendschappelijk № 407 «onderlinge duels» | Egypte                                       | 3 – 1 | Roemenië             | Cairostadion, Caïro Toeschouwers: 20.000 Scheidsrechter: El Mahalawi (EGY) |
| 21 december Vriendschappelijk № 407 «onderlinge duels» | Ahmed El-Kass Hossam Hassan Gamal Abdelhamid |       | 73' Dorinel Munteanu | Cairostadion, Caïro Toeschouwers: 20.000 Scheidsrechter: El Mahalawi (EGY) |

|                                                        |                 |       |                      |                                                                                    |
| 24 december Vriendschappelijk № 408 «onderlinge duels» | Egypte          | 1 – 1 | Roemenië             | Port Saidstadion, Port Said Toeschouwers: 25.000 Scheidsrechter: Néji Jouini (TUN) |
| 24 december Vriendschappelijk № 408 «onderlinge duels» | Ahmed Ramzy 36' |       | 23' Dorinel Munteanu | Port Saidstadion, Port Said Toeschouwers: 25.000 Scheidsrechter: Néji Jouini (TUN) |

### 1992
|                                                                          |                         |       |          |                                                                                       |
| 12 februari Vriendschappelijk № 409 «onderlinge duels» 15:00 uur (UTC+2) | Griekenland             | 1 – 0 | Roemenië | Stadion Zosimades, Ioannina Toeschouwers: 5.852 Scheidsrechter: Vasilis Nikakis (GRE) |
| 12 februari Vriendschappelijk № 409 «onderlinge duels» 15:00 uur (UTC+2) | Giotis Tsalouchidis 49' |       |          | Stadion Zosimades, Ioannina Toeschouwers: 5.852 Scheidsrechter: Vasilis Nikakis (GRE) |

|                                                                  |                                 |       |         |                                                                                  |
| 8 april Vriendschappelijk № 410 «onderlinge duels» 18:00 (UTC+3) | Roemenië                        | 2 – 0 | Letland | Stadionul Steaua, Boekarest Toeschouwers: 6.000 Scheidsrechter: Marc Batta (FRA) |
| 8 april Vriendschappelijk № 410 «onderlinge duels» 18:00 (UTC+3) | Pavel Badea 4' Dan Petrescu 52' |       |         | Stadionul Steaua, Boekarest Toeschouwers: 6.000 Scheidsrechter: Marc Batta (FRA) |

|                                                                       | |       |         |                                                                                       |
| 6 mei WK 1994 kwalificatie № 411 «onderlinge duels» 19:00 uur (UTC+3) | Roemenië | 7 – 0 | Faeröer | Stadionul Steaua, Boekarest Toeschouwers: 5.000 Scheidsrechter: Vasilis Nikakis (GRE) |
| 6 mei WK 1994 kwalificatie № 411 «onderlinge duels» 19:00 uur (UTC+3) | Gabi Balint 3' Gheorghe Hagi 15' Marius Lăcătuș 28' (pen.) Gabi Balint 39' Ioan Lupescu 45' Costel Pană 56' Gabi Balint 78' |       |         | Stadionul Steaua, Boekarest Toeschouwers: 5.000 Scheidsrechter: Vasilis Nikakis (GRE) |

|                                                                        |                                                                                     |       |              |                                                                                     |
| 20 mei WK 1994 kwalificatie № 412 «onderlinge duels» 19:00 uur (UTC+3) | Roemenië                                                                            | 5 – 1 | Wales        | Stadionul Steaua, Boekarest Toeschouwers: 23.000 Scheidsrechter: Fabio Baldas (ITA) |
| 20 mei WK 1994 kwalificatie № 412 «onderlinge duels» 19:00 uur (UTC+3) | Gheorghe Hagi 5' Ioan Lupescu 7' Ioan Lupescu 24' Gabi Balint 32' Gheorghe Hagi 35' |       | 52' Ian Rush | Stadionul Steaua, Boekarest Toeschouwers: 23.000 Scheidsrechter: Fabio Baldas (ITA) |

|                                                        |                                          |       |        |                                                                                         |
| 26 augustus Vriendschappelijk № 413 «onderlinge duels» | Roemenië                                 | 2 – 0 | Mexico | Arena Națională, Boekarest Toeschouwers: 8.000 Scheidsrechter: Arcangelo Pezzella (ITA) |
| 26 augustus Vriendschappelijk № 413 «onderlinge duels» | Constantin Varga 45' Ilie Dumitrescu 84' |       |        | Arena Națională, Boekarest Toeschouwers: 8.000 Scheidsrechter: Arcangelo Pezzella (ITA) |

|                                                                            |                 |       |          | |
| 14 oktober WK 1994 kwalificatie № 414 «onderlinge duels» 20:00 uur (UTC+1) | België          | 1 – 0 | Roemenië | Constant Vanden Stockstadion, Brussel Toeschouwers: 14.687 Scheidsrechter: Pierluigi Pairetto (ITA) |
| 14 oktober WK 1994 kwalificatie № 414 «onderlinge duels» 20:00 uur (UTC+1) | Rudi Smidts 25' |       |          | Constant Vanden Stockstadion, Brussel Toeschouwers: 14.687 Scheidsrechter: Pierluigi Pairetto (ITA) |

|                                                                             |                     |       |                           |                                                                                    |
| 14 november WK 1994 kwalificatie № 415 «onderlinge duels» 19:00 uur (UTC+2) | Roemenië            | 1 – 1 | Tsjecho-Slowakije         | Stadionul Steaua, Boekarest Toeschouwers: 18.250 Scheidsrechter: Joe Worrall (ENG) |
| 14 november WK 1994 kwalificatie № 415 «onderlinge duels» 19:00 uur (UTC+2) | Ilie Dumitrescu 48' |       | 81' (pen.) Václav Němeček | Stadionul Steaua, Boekarest Toeschouwers: 18.250 Scheidsrechter: Joe Worrall (ENG) |

|                                                                             |                          |       |                                                                               |                                                                                            |
| 29 november WK 1994 kwalificatie № 416 «onderlinge duels» 14:30 uur (UTC+2) | Cyprus                   | 1 – 4 | Roemenië                                                                      | Antonis Papadopoulosstadion, Larnaca Toeschouwers: 2.479 Scheidsrechter: Néji Jouini (TUN) |
| 29 november WK 1994 kwalificatie № 416 «onderlinge duels» 14:30 uur (UTC+2) | Pambos Pittas 41' (pen.) |       | 4' Gheorghe Popescu 37' Florin Răducioiu 78' Gheorghe Hagi 87' Ovidiu Hanganu | Antonis Papadopoulosstadion, Larnaca Toeschouwers: 2.479 Scheidsrechter: Néji Jouini (TUN) |

### 1993
|                                                       |                                                                 |       |          | |
| 31 januari Vriendschappelijk № 417 «onderlinge duels» | Ecuador                                                         | 3 – 0 | Roemenië | Estadio Modelo Alberto Spencer, Guayaquil Toeschouwers: 15.000 Scheidsrechter: Medardo Martínez (ECU) |
| 31 januari Vriendschappelijk № 417 «onderlinge duels» | Eduardo Hurtado 32' Jose Eduardo Gavica 43' Ney Raul Aviles 60' |       |          | Estadio Modelo Alberto Spencer, Guayaquil Toeschouwers: 15.000 Scheidsrechter: Medardo Martínez (ECU) |

|                                                       |      |                                        |          |                                                                                            |
| 3 februari Vriendschappelijk № 418 «onderlinge duels» | Peru | 0 – 2                                  | Roemenië | Estadio Nacional, Lima Toeschouwers: 10.000 Scheidsrechter: Fernando Chappell Merino (PER) |
| 3 februari Vriendschappelijk № 418 «onderlinge duels» |      | 32' Ovidiu Hanganu 70' Ilie Dumitrescu |          | Estadio Nacional, Lima Toeschouwers: 10.000 Scheidsrechter: Fernando Chappell Merino (PER) |

|                                                                         |                    |       |                     |                                                                                        |
| 6 februari Vriendschappelijk № 419 «onderlinge duels» 13:00 uur (UTC−8) | Verenigde Staten   | 1 – 1 | Roemenië            | Harder Stadium, Santa Barbara Toeschouwers: 9.127 Scheidsrechter: Arturo Ángeles (USA) |
| 6 februari Vriendschappelijk № 419 «onderlinge duels» 13:00 uur (UTC−8) | Dominic Kinnear 2' |       | 39' Ilie Dumitrescu | Harder Stadium, Santa Barbara Toeschouwers: 9.127 Scheidsrechter: Arturo Ángeles (USA) |

|                                                        |                                      |       |          |                                                                                                   |
| 10 februari Vriendschappelijk № 420 «onderlinge duels» | Mexico                               | 2 – 0 | Roemenië | Estadio Tecnológico, Monterrey Toeschouwers: 40.000 Scheidsrechter: Antonio Marrufo Mendoza (MEX) |
| 10 februari Vriendschappelijk № 420 «onderlinge duels» | Benjamin Galindo 35' Abuelo Cruz 54' |       |          | Estadio Tecnológico, Monterrey Toeschouwers: 40.000 Scheidsrechter: Antonio Marrufo Mendoza (MEX) |

|                                                                          |                                         |       |                      |                                                                                      |
| 14 april WK 1994 kwalificatie № 421 «onderlinge duels» 20:00 uur (UTC+3) | Roemenië                                | 2 – 1 | Cyprus               | Stadionul Steaua, Boekarest Toeschouwers: 17.000 Scheidsrechter: Alfred Wieser (AUT) |
| 14 april WK 1994 kwalificatie № 421 «onderlinge duels» 20:00 uur (UTC+3) | Ilie Dumitrescu 36' Ilie Dumitrescu 56' |       | 23' Andreas Sotiriou | Stadionul Steaua, Boekarest Toeschouwers: 17.000 Scheidsrechter: Alfred Wieser (AUT) |

|                                                                        |                                                                                             |       |                                           |                                                                                         |
| 2 juni WK 1994 kwalificatie № 422 «onderlinge duels» 17:00 uur (UTC+2) | Tsjecho-Slowakije                                                                           | 5 – 2 | Roemenië                                  | Všešportový areál, Košice Toeschouwers: 17.000 Scheidsrechter: Kim Milton Nielsen (DEN) |
| 2 juni WK 1994 kwalificatie № 422 «onderlinge duels» 17:00 uur (UTC+2) | Petr Vrabec 13' Radoslav Látal 38' Peter Dubovský 59' Peter Dubovský 83' Peter Dubovský 90' |       | 26' Florin Răducioiu 56' Florin Răducioiu | Všešportový areál, Košice Toeschouwers: 17.000 Scheidsrechter: Kim Milton Nielsen (DEN) |

|                                                                             |         |                                                                                     |          |                                                                                |
| 8 september WK 1994 kwalificatie № 423 «onderlinge duels» 17:00 uur (UTC+1) | Faeröer | 0 – 4                                                                               | Roemenië | Svangaskarð, Toftir Toeschouwers: 2.724 Scheidsrechter: Vadym Shevchenko (UKR) |
| 8 september WK 1994 kwalificatie № 423 «onderlinge duels» 17:00 uur (UTC+1) |         | 23' Florin Răducioiu 58' Florin Răducioiu 60' Florin Răducioiu 76' Florin Răducioiu |          | Svangaskarð, Toftir Toeschouwers: 2.724 Scheidsrechter: Vadym Shevchenko (UKR) |

|                                                         |                     |       |        |                                                                                        |
| 22 september Vriendschappelijk № 424 «onderlinge duels» | Roemenië            | 1 – 0 | Israël | Stadionul Steaua, Boekarest Toeschouwers: 4.000 Scheidsrechter: Adrian Porumboiu (ROU) |
| 22 september Vriendschappelijk № 424 «onderlinge duels» | Basarab Panduru 49' |       |        | Stadionul Steaua, Boekarest Toeschouwers: 4.000 Scheidsrechter: Adrian Porumboiu (ROU) |

|                                                                            |                                                 |       |                       |                                                                                    |
| 13 oktober WK 1994 kwalificatie № 425 «onderlinge duels» 19:00 uur (UTC+2) | Roemenië                                        | 2 – 1 | België                | Stadionul Steaua, Boekarest Toeschouwers: 28.000 Scheidsrechter: Sándor Puhl (HUN) |
| 13 oktober WK 1994 kwalificatie № 425 «onderlinge duels» 19:00 uur (UTC+2) | Florin Răducioiu 67' (pen.) Ilie Dumitrescu 84' |       | 88' (pen.) Enzo Scifo | Stadionul Steaua, Boekarest Toeschouwers: 28.000 Scheidsrechter: Sándor Puhl (HUN) |

|                                                                           |                   |       |                                        |                                                                                          |
| 17 november WK 1994 kwalificatie № 426 «onderlinge duels» 19:15 uur (UTC) | Wales             | 1 – 2 | Roemenië                               | Cardiff Arms Park, Cardiff Toeschouwers: 40.000 Scheidsrechter: Kurt Röthlisberger (SUI) |
| 17 november WK 1994 kwalificatie № 426 «onderlinge duels» 19:15 uur (UTC) | Dean Saunders 60' |       | 33' Gheorghe Hagi 83' Florin Răducioiu | Cardiff Arms Park, Cardiff Toeschouwers: 40.000 Scheidsrechter: Kurt Röthlisberger (SUI) |

### 1994
|                                                         |                                               |       |                    |                                                                                     |
| 13 februari Carlsberg Cup 1994 № 427 «onderlinge duels» | Roemenië                                      | 2 – 1 | Verenigde Staten   | Hong Kong Stadium, Hongkong Toeschouwers: 6.000 Scheidsrechter: Pang Cham Kai (HKG) |
| 13 februari Carlsberg Cup 1994 № 427 «onderlinge duels» | Ilie Dumitrescu 7' Ilie Dumitrescu 82' (pen.) |       | 14' Marcelo Balboa | Hong Kong Stadium, Hongkong Toeschouwers: 6.000 Scheidsrechter: Pang Cham Kai (HKG) |

|                                                        |                  |       |                                         |                                                                                     |
| 16 februari Vriendschappelijk № 428 «onderlinge duels» | Zuid-Korea       | 1 – 2 | Roemenië                                | Changwonstadion, Changwon Toeschouwers: 20.414 Scheidsrechter: Kang Byeong-Ho (KOR) |
| 16 februari Vriendschappelijk № 428 «onderlinge duels» | KO Jung-Woon 19' |       | 44' Ilie Dumitrescu 74' Ilie Dumitrescu | Changwonstadion, Changwon Toeschouwers: 20.414 Scheidsrechter: Kang Byeong-Ho (KOR) |

|                                                                     |                                |       |          |                                                                              |
| 23 maart Vriendschappelijk № 429 «onderlinge duels» 20:00 uur (UTC) | Noord-Ierland                  | 2 – 0 | Roemenië | Windsor Park, Belfast Toeschouwers: 15.000 Scheidsrechter: Keith Burge (WAL) |
| 23 maart Vriendschappelijk № 429 «onderlinge duels» 20:00 uur (UTC) | Steve Morrow 42' Phil Gray 50' |       |          | Windsor Park, Belfast Toeschouwers: 15.000 Scheidsrechter: Keith Burge (WAL) |

|                                                                       |                                                            |       |         |                                                                                       |
| 20 april Vriendschappelijk № 430 «onderlinge duels» 18:00 uur (UTC+3) | Roemenië                                                   | 3 – 0 | Bolivia | Stadionul Steaua, Boekarest Toeschouwers: 8.000 Scheidsrechter: Ion Crăciunescu (ROU) |
| 20 april Vriendschappelijk № 430 «onderlinge duels» 18:00 uur (UTC+3) | Ilie Dumitrescu 23' Ilie Dumitrescu 48' Radu Niculescu 62' |       |         | Stadionul Steaua, Boekarest Toeschouwers: 8.000 Scheidsrechter: Ion Crăciunescu (ROU) |

|                                                                     |                                      |       |         |                                                                                        |
| 25 mei Vriendschappelijk № 431 «onderlinge duels» 19:00 uur (UTC+3) | Roemenië                             | 2 – 0 | Nigeria | Stadionul Steaua, Boekarest Toeschouwers: 15.000 Scheidsrechter: Vasilis Nikakis (GRE) |
| 25 mei Vriendschappelijk № 431 «onderlinge duels» 19:00 uur (UTC+3) | Ilie Dumitrescu 16' Dan Petrescu 48' |       |         | Stadionul Steaua, Boekarest Toeschouwers: 15.000 Scheidsrechter: Vasilis Nikakis (GRE) |

|                                                                      |          |       |          |                                                                                     |
| 10 juni Vriendschappelijk № 432 «onderlinge duels» 19:00 uur (UTC+3) | Roemenië | 0 – 0 | Slovenië | Stadionul Steaua, Boekarest Toeschouwers: 12.000 Scheidsrechter: Piotr Werner (POL) |
| 10 juni Vriendschappelijk № 432 «onderlinge duels» 19:00 uur (UTC+3) |          |       |          | Stadionul Steaua, Boekarest Toeschouwers: 12.000 Scheidsrechter: Piotr Werner (POL) |

|                                                    |                   |       |                   |                                                                                                  |
| 12 juni Vriendschappelijk № 433 «onderlinge duels» | Roemenië          | 1 – 1 | Zweden            | Trabuco Hills High School, Mission Viejo Toeschouwers: 5.569 Scheidsrechter: Joshua Patlak (USA) |
| 12 juni Vriendschappelijk № 433 «onderlinge duels» | Gheorghe Hagi 74' |       | 56' Klas Ingesson | Trabuco Hills High School, Mission Viejo Toeschouwers: 5.569 Scheidsrechter: Joshua Patlak (USA) |

| Wereldkampioenschap voetbal 1994 |
| -------------------------------- |

|                                                                    |                     |       |                                                    |                                                                                |
| 18 juni WK 1994 Groep A № 434 «onderlinge duels» 16:30 uur (UTC−7) | Colombia            | 1 – 3 | Roemenië                                           | Rose Bowl, Pasadena Toeschouwers: 91.856 Scheidsrechter: Jamal Al Sharif (SYR) |
| 18 juni WK 1994 Groep A № 434 «onderlinge duels» 16:30 uur (UTC−7) | Adolfo Valencia 43' |       | 15' Florin Răducioiu 34' Hagi 89' Florin Răducioiu | Rose Bowl, Pasadena Toeschouwers: 91.856 Scheidsrechter: Jamal Al Sharif (SYR) |

|                                                                    |                   |       |                                                                         |                                                                                    |
| 22 juni WK 1994 Groep A № 435 «onderlinge duels» 16:00 uur (UTC−4) | Roemenië          | 1 – 4 | Zwitserland                                                             | Pontiac Silverdome, Pontiac Toeschouwers: 61.428 Scheidsrechter: Neji Jouini (TUN) |
| 22 juni WK 1994 Groep A № 435 «onderlinge duels» 16:00 uur (UTC−4) | Gheorghe Hagi 35' |       | 16' Alain Sutter 52' Stéphane Chapuisat 65' Adrian Knup 72' Adrian Knup | Pontiac Silverdome, Pontiac Toeschouwers: 61.428 Scheidsrechter: Neji Jouini (TUN) |

|                                                                    |                  |              |          |                                                                                   |
| 26 juni WK 1994 Groep A № 436 «onderlinge duels» 13:00 uur (UTC−7) | Verenigde Staten | 0 – 1        | Roemenië | Rose Bowl, Pasadena Toeschouwers: 93.869 Scheidsrechter: Mario van der Ende (NED) |
| 26 juni WK 1994 Groep A № 436 «onderlinge duels» 13:00 uur (UTC−7) |                  | 18' Petrescu |          | Rose Bowl, Pasadena Toeschouwers: 93.869 Scheidsrechter: Mario van der Ende (NED) |

|                                                                          |                                                           |       |                                             |                                                                                   |
| 3 juli WK 1994 Achtste finale № 437 «onderlinge duels» 13:30 uur (UTC−7) | Roemenië                                                  | 3 – 2 | Argentinië                                  | Rose Bowl, Pasadena Toeschouwers: 90.469 Scheidsrechter: Pierluigi Pairetto (ITA) |
| 3 juli WK 1994 Achtste finale № 437 «onderlinge duels» 13:30 uur (UTC−7) | Ilie Dumitrescu 11' Ilie Dumitrescu 18' Gheorghe Hagi 58' |       | 16' (pen.) Gabriel Batistuta 75' Abel Balbo | Rose Bowl, Pasadena Toeschouwers: 90.469 Scheidsrechter: Pierluigi Pairetto (ITA) |

|                                                                        |                                                       |              |                                                      |                                                                                  |
| 10 juli WK 1994 Kwartfinale № 438 «onderlinge duels» 12:30 uur (UTC−7) | Roemenië                                              | 2 – 2 (n.v.) | Zweden                                               | Stanford Stadium, Stanford Toeschouwers: 83.500 Scheidsrechter: Philip Don (ENG) |
| 10 juli WK 1994 Kwartfinale № 438 «onderlinge duels» 12:30 uur (UTC−7) | Florin Răducioiu 88' Florin Răducioiu 101'            |              | 78' Tomas Brolin 115' Kennet Andersson               | Stanford Stadium, Stanford Toeschouwers: 83.500 Scheidsrechter: Philip Don (ENG) |
| 10 juli WK 1994 Kwartfinale № 438 «onderlinge duels» 12:30 uur (UTC−7) | Strafschoppen                                         |              |                                                      | Stanford Stadium, Stanford Toeschouwers: 83.500 Scheidsrechter: Philip Don (ENG) |
| 10 juli WK 1994 Kwartfinale № 438 «onderlinge duels» 12:30 uur (UTC−7) | Răducioiu Hagi Lupescu Petrescu Dumitrescu Belodedici | 4–5          | Mild K. Andersson Brolin Ingesson R. Nilsson Larsson | Stanford Stadium, Stanford Toeschouwers: 83.500 Scheidsrechter: Philip Don (ENG) |

|  |  |  |  |  |  |  |  |  |

|                                                                             |                                                              |       |              |                                                                                       |
| 7 september EK 1996 kwalificatie № 439 «onderlinge duels» 19:00 uur (UTC+3) | Roemenië                                                     | 3 – 0 | Azerbeidzjan | Stadionul Steaua, Boekarest Toeschouwers: 7.000 Scheidsrechter: Robert Sedlacek (AUT) |
| 7 september EK 1996 kwalificatie № 439 «onderlinge duels» 19:00 uur (UTC+3) | Miodrag Belodedici 44' Dan Petrescu 59' Florin Răducioiu 88' |       |              | Stadionul Steaua, Boekarest Toeschouwers: 7.000 Scheidsrechter: Robert Sedlacek (AUT) |

|                                                                           |           |       |          |                                                                                                |
| 8 oktober EK 1996 kwalificatie № 440 «onderlinge duels» 20:45 uur (UTC+2) | Frankrijk | 0 – 0 | Roemenië | Stade Geoffroy-Guichard, Saint-Étienne Toeschouwers: 31.144 Scheidsrechter: Leif Sundell (SWE) |
| 8 oktober EK 1996 kwalificatie № 440 «onderlinge duels» 20:45 uur (UTC+2) |           |       |          | Stade Geoffroy-Guichard, Saint-Étienne Toeschouwers: 31.144 Scheidsrechter: Leif Sundell (SWE) |

|                                                                         |             |       |                     |                                                                                 |
| 12 oktober Vriendschappelijk № 441 «onderlinge duels» 20:00 uur (UTC+1) | Engeland    | 1 – 1 | Roemenië            | Wembley Stadium, Londen Toeschouwers: 48.754 Scheidsrechter: Joël Quiniou (FRA) |
| 12 oktober Vriendschappelijk № 441 «onderlinge duels» 20:00 uur (UTC+1) | Rob Lee 55' |       | 30' Ilie Dumitrescu | Wembley Stadium, Londen Toeschouwers: 48.754 Scheidsrechter: Joël Quiniou (FRA) |

|                                                                             |                                                         |       |                                        |                                                                                     |
| 12 november EK 1996 kwalificatie № 442 «onderlinge duels» 18:00 uur (UTC+2) | Roemenië                                                | 3 – 2 | Slowakije                              | Stadionul Steaua, Boekarest Toeschouwers: 14.000 Scheidsrechter: Vadzim Zjoek (BLR) |
| 12 november EK 1996 kwalificatie № 442 «onderlinge duels» 18:00 uur (UTC+2) | Gheorghe Popescu 7' Gheorghe Hagi 47' Daniel Prodan 81' |       | 56' Peter Dubovský 79' Miroslav Chvíla | Stadionul Steaua, Boekarest Toeschouwers: 14.000 Scheidsrechter: Vadzim Zjoek (BLR) |

|                                                                             |                     |       |                    |                                                                                                 |
| 14 december EK 1996 kwalificatie № 443 «onderlinge duels» 18:00 uur (UTC+2) | Israël              | 1 – 1 | Roemenië           | Ramat Ganstadion, Ramat Gan Toeschouwers: 38.000 Scheidsrechter: Antonio Martín Navarrete (ESP) |
| 14 december EK 1996 kwalificatie № 443 «onderlinge duels» 18:00 uur (UTC+2) | Ronny Rosenthal 83' |       | 69' Marius Lăcătuș | Ramat Ganstadion, Ramat Gan Toeschouwers: 38.000 Scheidsrechter: Antonio Martín Navarrete (ESP) |

### 1995
|                                                       |                         |       |          |                                                                                           |
| 8 februari Vriendschappelijk № 444 «onderlinge duels» | Griekenland             | 1 – 0 | Roemenië | Stadion Messiniakos, Kalamáta Toeschouwers: 6.500 Scheidsrechter: Theodoros Kefalas (GRE) |
| 8 februari Vriendschappelijk № 444 «onderlinge duels» | Giotis Tsalouchidis 15' |       |          | Stadion Messiniakos, Kalamáta Toeschouwers: 6.500 Scheidsrechter: Theodoros Kefalas (GRE) |

|                                                                          |                     |       |                |                                                                                    |
| 15 februari Vriendschappelijk № 445 «onderlinge duels» 19:30 uur (UTC+2) | Turkije             | 1 – 1 | Roemenië       | İzmir Atatürkstadion, İzmir Toeschouwers: 8.581 Scheidsrechter: Mitko Mitrev (BUL) |
| 15 februari Vriendschappelijk № 445 «onderlinge duels» 19:30 uur (UTC+2) | Saffet Sancaklı 88' |       | 63' Ioan Sabău | İzmir Atatürkstadion, İzmir Toeschouwers: 8.581 Scheidsrechter: Mitko Mitrev (BUL) |

|                                                                          |                                             |       |                             |                                                                                           |
| 29 maart EK 1996 kwalificatie № 446 «onderlinge duels» 18:30 uur (UTC+3) | Roemenië                                    | 2 – 1 | Polen                       | Stadionul Steaua, Boekarest Toeschouwers: 25.000 Scheidsrechter: Kurt Röthlisberger (SUI) |
| 29 maart EK 1996 kwalificatie № 446 «onderlinge duels» 18:30 uur (UTC+3) | Florin Răducioiu 45' Józef Wandzik 57' (ed) |       | 42' (pen) Andrzej Juskowiak | Stadionul Steaua, Boekarest Toeschouwers: 25.000 Scheidsrechter: Kurt Röthlisberger (SUI) |

|                                                                          |                      |       |                                                                                          |                                                                                           |
| 26 april EK 1996 kwalificatie № 447 «onderlinge duels» 18:00 uur (UTC+3) | Azerbeidzjan         | 1 – 4 | Roemenië                                                                                 | Hüseyin Avni Akerstadion, Trabzon Toeschouwers: 372 Scheidsrechter: Dimitar Momirov (BUL) |
| 26 april EK 1996 kwalificatie № 447 «onderlinge duels» 18:00 uur (UTC+3) | Nazim Süleymanov 33' |       | 1' (pen.) Florin Răducioiu 39' Ilie Dumitrescu 74' Florin Răducioiu 77' Florin Răducioiu | Hüseyin Avni Akerstadion, Trabzon Toeschouwers: 372 Scheidsrechter: Dimitar Momirov (BUL) |

|                                                                        |                                         |       |                   |                                                                                      |
| 7 juni EK 1996 kwalificatie № 448 «onderlinge duels» 20:00 uur (UTC+3) | Roemenië                                | 2 – 1 | Israël            | Stadionul Steaua, Boekarest Toeschouwers: 18.575 Scheidsrechter: Rune Pedersen (NOR) |
| 7 juni EK 1996 kwalificatie № 448 «onderlinge duels» 20:00 uur (UTC+3) | Marius Lăcătuș 15' Dorinel Munteanu 65' |       | 50' Eyal Berkovic | Stadionul Steaua, Boekarest Toeschouwers: 18.575 Scheidsrechter: Rune Pedersen (NOR) |

|                                                                             |       |       |          |                                                                                     |
| 6 september EK 1996 kwalificatie № 449 «onderlinge duels» 17:00 uur (UTC+2) | Polen | 0 – 0 | Roemenië | Stadion Górnika, Zabrze Toeschouwers: 16.000 Scheidsrechter: Dermot Gallagher (ENG) |
| 6 september EK 1996 kwalificatie № 449 «onderlinge duels» 17:00 uur (UTC+2) |       |       |          | Stadion Górnika, Zabrze Toeschouwers: 16.000 Scheidsrechter: Dermot Gallagher (ENG) |

|                                                                            |                    |       |                                                                |                                                                                         |
| 11 oktober EK 1996 kwalificatie № 450 «onderlinge duels» 19:00 uur (UTC+2) | Roemenië           | 1 – 3 | Frankrijk                                                      | Ghenceastadion, Boekarest Toeschouwers: 23.200 Scheidsrechter: Pierluigi Pairetto (ITA) |
| 11 oktober EK 1996 kwalificatie № 450 «onderlinge duels» 19:00 uur (UTC+2) | Marius Lăcătuș 52' |       | 29' Christian Karembeu 41' Youri Djorkaeff 74' Zinédine Zidane | Ghenceastadion, Boekarest Toeschouwers: 23.200 Scheidsrechter: Pierluigi Pairetto (ITA) |

|                                                                             |           |                                        |          |                                                                                    |
| 15 november EK 1996 kwalificatie № 451 «onderlinge duels» 17:30 uur (UTC+1) | Slowakije | 0 – 2                                  | Roemenië | Všešportový areál, Košice Toeschouwers: 9.676 Scheidsrechter: Jaap Uilenberg (NED) |
| 15 november EK 1996 kwalificatie № 451 «onderlinge duels» 17:30 uur (UTC+1) |           | 66' Gheorghe Hagi 82' Dorinel Munteanu |          | Všešportový areál, Košice Toeschouwers: 9.676 Scheidsrechter: Jaap Uilenberg (NED) |

### 1996
|                                                                   |                      |       |          |                                                                                       |
| 27 maart Vriendschappelijk № 452 «onderlinge duels» 17:30 (UTC+1) | Joegoslavië          | 1 – 0 | Roemenië | Rode Sterstadion, Belgrado Toeschouwers: 28.196 Scheidsrechter: Dimitar Momirov (BUL) |
| 27 maart Vriendschappelijk № 452 «onderlinge duels» 17:30 (UTC+1) | Dragan Stojković 51' |       |          | Rode Sterstadion, Belgrado Toeschouwers: 28.196 Scheidsrechter: Dimitar Momirov (BUL) |

|                                                                       | |       |         |                                                                                               |
| 24 april Vriendschappelijk № 453 «onderlinge duels» 17:00 uur (UTC+3) | Roemenië                                                                                            | 5 – 0 | Georgië | Stadionul Steaua, Boekarest Toeschouwers: 10.000 Scheidsrechter: Athanasios Zakhariadis (GRE) |
| 24 april Vriendschappelijk № 453 «onderlinge duels» 17:00 uur (UTC+3) | Viorel Moldovan 25' Viorel Moldovan 29' Viorel Moldovan 38' Marius Lăcătuș 50' Constantin Gâlcă 87' |       |         | Stadionul Steaua, Boekarest Toeschouwers: 10.000 Scheidsrechter: Athanasios Zakhariadis (GRE) |

|                                                                     |                                                            |       |                     |                                                                                      |
| 1 juni Vriendschappelijk № 454 «onderlinge duels» 19:00 uur (UTC+3) | Roemenië                                                   | 3 – 1 | Moldavië            | Ghenceastadion, Boekarest Toeschouwers: 5.000 Scheidsrechter: Vasili Melnichuk (UKR) |
| 1 juni Vriendschappelijk № 454 «onderlinge duels» 19:00 uur (UTC+3) | Dan Petrescu 28' Gheorghe Popescu 36' Gheorghe Popescu 40' |       | 77' Ion Testemițanu | Ghenceastadion, Boekarest Toeschouwers: 5.000 Scheidsrechter: Vasili Melnichuk (UKR) |

| Europees kampioenschap voetbal 1996 |
| ----------------------------------- |

|                                                                    |                        |       |          |                                                                                              |
| 10 juni EK 1996 Groep B № 455 «onderlinge duels» 19:30 uur (UTC+1) | Frankrijk              | 1 – 0 | Roemenië | St. James' Park, Newcastle upon Tyne Toeschouwers: 26.323 Scheidsrechter: Hellmut Krug (GER) |
| 10 juni EK 1996 Groep B № 455 «onderlinge duels» 19:30 uur (UTC+1) | Christophe Dugarry 24' |       |          | St. James' Park, Newcastle upon Tyne Toeschouwers: 26.323 Scheidsrechter: Hellmut Krug (GER) |

|                                                                    |                       |       |          |                                                                                                 |
| 13 juni EK 1996 Groep B № 456 «onderlinge duels» 16:30 uur (UTC+1) | Bulgarije             | 1 – 0 | Roemenië | St. James' Park, Newcastle upon Tyne Toeschouwers: 19.107 Scheidsrechter: Peter Mikkelsen (DEN) |
| 13 juni EK 1996 Groep B № 456 «onderlinge duels» 16:30 uur (UTC+1) | Christo Stoitsjkov 3' |       |          | St. James' Park, Newcastle upon Tyne Toeschouwers: 19.107 Scheidsrechter: Peter Mikkelsen (DEN) |

|                                                                    |                      |       |                                        |                                                                           |
| 18 juni EK 1996 Groep B № 457 «onderlinge duels» 16:30 uur (UTC+1) | Roemenië             | 1 – 2 | Spanje                                 | Elland Road, Leeds Toeschouwers: 32.719 Scheidsrechter: Ahmet Çakar (TUR) |
| 18 juni EK 1996 Groep B № 457 «onderlinge duels» 16:30 uur (UTC+1) | Florin Răducioiu 28' |       | 11' Javier Manjarín 83' Guillermo Amor | Elland Road, Leeds Toeschouwers: 32.719 Scheidsrechter: Ahmet Çakar (TUR) |

|  |  |  |  |  |  |  |  |  |

|                                                                          |                                         |       |        |                                                                                    |
| 14 augustus Vriendschappelijk № 458 «onderlinge duels» 20:00 uur (UTC+3) | Roemenië                                | 2 – 0 | Israël | Stadionul Steaua, Boekarest Toeschouwers: 5.000 Scheidsrechter: Attila Juhos (HUN) |
| 14 augustus Vriendschappelijk № 458 «onderlinge duels» 20:00 uur (UTC+3) | Adrian Ilie 19' Gheorghe Craioveanu 82' |       |        | Stadionul Steaua, Boekarest Toeschouwers: 5.000 Scheidsrechter: Attila Juhos (HUN) |

|                                                                             |                                                           |       |          |                                                                                        |
| 31 augustus WK 1998 kwalificatie № 459 «onderlinge duels» 20:00 uur (UTC+3) | Roemenië                                                  | 3 – 0 | Litouwen | Stadionul Steaua, Boekarest Toeschouwers: 12.000 Scheidsrechter: Vasyl Melnychuk (UKR) |
| 31 augustus WK 1998 kwalificatie № 459 «onderlinge duels» 20:00 uur (UTC+3) | Viorel Moldovan 20' Dan Petrescu 65' Constantin Gâlcă 77' |       |          | Stadionul Steaua, Boekarest Toeschouwers: 12.000 Scheidsrechter: Vasyl Melnychuk (UKR) |

|                                                                           |                 |       |                      |                                                                                 |
| 18 september Vriendschappelijk № 460 «onderlinge duels» 20:00 uur (UTC+3) | Roemenië        | 1 – 2 | V.A.E.               | Cotrocenistadion, Boekarest Toeschouwers: 5.000 Scheidsrechter: Aron Huzu (ROU) |
| 18 september Vriendschappelijk № 460 «onderlinge duels» 20:00 uur (UTC+3) | Ion Vlădoiu 60' |       | 6' Razah 68' Zouhair | Cotrocenistadion, Boekarest Toeschouwers: 5.000 Scheidsrechter: Aron Huzu (ROU) |

|                                                                     |         |                                                                                   |          |                                                                                       |
| 9 oktober WK 1998 kwalificatie № 256 «onderlinge duels» 19:00 (UTC) | IJsland | 0 – 4                                                                             | Roemenië | Laugardalsvöllur, Reykjavik Toeschouwers: 3.314 Scheidsrechter: Claude Détruche (SUI) |
| 9 oktober WK 1998 kwalificatie № 256 «onderlinge duels» 19:00 (UTC) |         | 21' (e.d.) Guðni Bergsson 61' Gheorghe Hagi 76' Gheorghe Popescu 90' Dan Petrescu |          | Laugardalsvöllur, Reykjavik Toeschouwers: 3.314 Scheidsrechter: Claude Détruche (SUI) |

|                                                                             |           |                                                                       |          |                                                                                   |
| 14 december WK 1998 kwalificatie № 462 «onderlinge duels» 13:00 uur (UTC+1) | Macedonië | 0 – 3                                                                 | Roemenië | Gradskistadion, Skopje Toeschouwers: 12.000 Scheidsrechter: Claude Détruche (SUI) |
| 14 december WK 1998 kwalificatie № 462 «onderlinge duels» 13:00 uur (UTC+1) |           | 36' Gheorghe Popescu 45' Gheorghe Popescu 90' (pen.) Gheorghe Popescu |          | Gradskistadion, Skopje Toeschouwers: 12.000 Scheidsrechter: Claude Détruche (SUI) |

### 1997
|                                                                          | |       |          |                                                                                     |
| 29 maart WK 1998 kwalificatie № 463 «onderlinge duels» 18:00 uur (UTC+2) | Liechtenstein | 8 – 0 | Roemenië | Stadionul Steaua, Boekarest Toeschouwers: 2.000 Scheidsrechter: Romāns Lajuks (LVA) |
| 29 maart WK 1998 kwalificatie № 463 «onderlinge duels» 18:00 uur (UTC+2) | Viorel Moldovan 10' Gheorghe Popescu 28' Gheorghe Popescu 30' Gheorghe Hagi 47' Dan Petrescu 49' Gheorghe Popescu 68' Gheorghe Craioveanu 71' Gheorghe Popescu 82' |       |          | Stadionul Steaua, Boekarest Toeschouwers: 2.000 Scheidsrechter: Romāns Lajuks (LVA) |

|                                                                         |          |                     |          |                                                                                    |
| 2 april WK 1998 kwalificatie № 464 «onderlinge duels» 18:30 uur (UTC+3) | Litouwen | 0 – 1               | Roemenië | Žalgirisstadion, Vilnius Toeschouwers: 7.000 Scheidsrechter: Edgar Steinborn (GER) |
| 2 april WK 1998 kwalificatie № 464 «onderlinge duels» 18:30 uur (UTC+3) |          | 72' Viorel Moldovan |          | Žalgirisstadion, Vilnius Toeschouwers: 7.000 Scheidsrechter: Edgar Steinborn (GER) |

|                                                                          |                 |       |         |                                                                                           |
| 30 april WK 1998 kwalificatie № 465 «onderlinge duels» 20:00 uur (UTC+3) | Roemenië        | 1 – 0 | Ierland | Stadionul Steaua, Boekarest Toeschouwers: 18.000 Scheidsrechter: Mario van der Ende (NED) |
| 30 april WK 1998 kwalificatie № 465 «onderlinge duels» 20:00 uur (UTC+3) | Adrian Ilie 32' |       |         | Stadionul Steaua, Boekarest Toeschouwers: 18.000 Scheidsrechter: Mario van der Ende (NED) |

|                                                                             |                                                                                         |       |                                       |                                                                                    |
| 20 augustus WK 1998 kwalificatie № 466 «onderlinge duels» 20:45 uur (UTC+3) | Roemenië                                                                                | 4 – 2 | Macedonië                             | Stadionul Steaua, Boekarest Toeschouwers: 12.000 Scheidsrechter: Metin Tokat (TUR) |
| 20 augustus WK 1998 kwalificatie № 466 «onderlinge duels» 20:45 uur (UTC+3) | Viorel Moldovan 36' (pen.) Constantin Gâlcă 40' Viorel Moldovan 62' Ilie Dumitrescu 66' |       | 52' Miroslav Ǵokić 90' Miroslav Ǵokić | Stadionul Steaua, Boekarest Toeschouwers: 12.000 Scheidsrechter: Metin Tokat (TUR) |

|                                                                             |                 |       | |                                                                                           |
| 6 september WK 1998 kwalificatie № 467 «onderlinge duels» 15:30 uur (UTC+2) | Liechtenstein   | 1 – 8 | Roemenië | Sportpark Eschen/Mauren, Eschen Toeschouwers: 1.700 Scheidsrechter: Alfred Micallef (MLT) |
| 6 september WK 1998 kwalificatie № 467 «onderlinge duels» 15:30 uur (UTC+2) | Mario Frick 64' |       | 6' Viorel Moldovan 10' Gheorghe Craioveanu 32' Gheorghe Craioveanu 36' Anton Doboş 44' Dorinel Munteanu 45' Dorinel Munteanu 55' Constantin Barbu 69' Dorinel Munteanu | Sportpark Eschen/Mauren, Eschen Toeschouwers: 1.700 Scheidsrechter: Alfred Micallef (MLT) |

|                                                                          |                                                                                 |       |         |                                                                                     |
| 10 september WK 1998 kwalificatie № 265 «onderlinge duels» 19:30 (UTC+3) | Roemenië                                                                        | 4 – 0 | IJsland | Stadionul Steaua, Boekarest Toeschouwers: 9.000 Scheidsrechter: David Elleray (ENG) |
| 10 september WK 1998 kwalificatie № 265 «onderlinge duels» 19:30 (UTC+3) | Gheorghe Hagi 7' Dan Petrescu 39' Constantin Gâlcă 65' Gheorghe Hagi 80' (pen.) |       |         | Stadionul Steaua, Boekarest Toeschouwers: 9.000 Scheidsrechter: David Elleray (ENG) |

|                                                                            |                    |       |                   |                                                                                    |
| 11 oktober WK 1998 kwalificatie № 469 «onderlinge duels» 15:00 uur (UTC+1) | Ierland            | 1 – 1 | Roemenië          | Lansdowne Road, Dublin Toeschouwers: 34.500 Scheidsrechter: Nikolay Levnikov (RUS) |
| 11 oktober WK 1998 kwalificatie № 469 «onderlinge duels» 15:00 uur (UTC+1) | Tony Cascarino 83' |       | 53' Gheorghe Hagi | Lansdowne Road, Dublin Toeschouwers: 34.500 Scheidsrechter: Nikolay Levnikov (RUS) |

|                                                                          |                       |       |                     |                                                                                         |
| 19 november Vriendschappelijk № 470 «onderlinge duels» 21:30 uur (UTC+1) | Spanje                | 1 – 1 | Roemenië            | Estadio Lluís Sitjar, Palma Toeschouwers: 30.000 Scheidsrechter: Fiorenzo Treossi (ITA) |
| 19 november Vriendschappelijk № 470 «onderlinge duels» 21:30 uur (UTC+1) | Joseba Etxeberria 49' |       | 82' Gabriel Popescu | Estadio Lluís Sitjar, Palma Toeschouwers: 30.000 Scheidsrechter: Fiorenzo Treossi (ITA) |

### 1998
|                                                                       |          |                  |        |                                                                                      |
| 18 maart Vriendschappelijk № 471 «onderlinge duels» 18:00 uur (UTC+2) | Roemenië | 0 – 1            | Israël | Stadionul Steaua, Boekarest Toeschouwers: 5.000 Scheidsrechter: Muhittin Boşat (TUR) |
| 18 maart Vriendschappelijk № 471 «onderlinge duels» 18:00 uur (UTC+2) |          | 13' Alon Mizrahi |        | Stadionul Steaua, Boekarest Toeschouwers: 5.000 Scheidsrechter: Muhittin Boşat (TUR) |

|                                                                      |                                          |       |                       |                                                                                       |
| 8 april Vriendschappelijk № 472 «onderlinge duels» 18:00 uur (UTC+3) | Roemenië                                 | 2 – 1 | Griekenland           | Stadionul Steaua, Boekarest Toeschouwers: 8.000 Scheidsrechter: Hartmut Strampe (GER) |
| 8 april Vriendschappelijk № 472 «onderlinge duels» 18:00 uur (UTC+3) | Viorel Moldovan 62' Constantin Barbu 80' |       | 82' Alekos Alexandris | Stadionul Steaua, Boekarest Toeschouwers: 8.000 Scheidsrechter: Hartmut Strampe (GER) |

|                                                                       |               |       |                     |                                                                                           |
| 22 april Vriendschappelijk № 473 «onderlinge duels» 20:00 uur (UTC+2) | België        | 1 – 1 | Roemenië            | Koning Boudewijnstadion, Brussel Toeschouwers: 18.212 Scheidsrechter: Morgan Norman (SWE) |
| 22 april Vriendschappelijk № 473 «onderlinge duels» 20:00 uur (UTC+2) | Luc Nilis 78' |       | 44' Viorel Moldovan | Koning Boudewijnstadion, Brussel Toeschouwers: 18.212 Scheidsrechter: Morgan Norman (SWE) |

|                                                                     |                                                         |       |                                    |                                                                                     |
| 3 juni Vriendschappelijk № 474 «onderlinge duels» 20:00 uur (UTC+3) | Roemenië                                                | 3 – 2 | Paraguay                           | Stadionul Steaua, Boekarest Toeschouwers: 12.000 Scheidsrechter: Attila Juhos (HUN) |
| 3 juni Vriendschappelijk № 474 «onderlinge duels» 20:00 uur (UTC+3) | Adrian Ilie 4' Adrian Ilie 57' Gheorghe Hagi 84' (pen.) |       | 27' Jose Cardozo 64' Roberto Acuña | Stadionul Steaua, Boekarest Toeschouwers: 12.000 Scheidsrechter: Attila Juhos (HUN) |

|                                                                     |                                                                                                  |       |                  |                                                                                  |
| 6 juni Vriendschappelijk № 475 «onderlinge duels» 20:00 uur (UTC+3) | Roemenië                                                                                         | 5 – 1 | Moldavië         | Ilie Oanăstadion, Ploiești Toeschouwers: 9.000 Scheidsrechter: Zoran Arsić (YUG) |
| 6 juni Vriendschappelijk № 475 «onderlinge duels» 20:00 uur (UTC+3) | Gheorghe Popescu 33' Dan Petrescu 35' Ilie Dumitrescu 49' Viorel Moldovan 74' Radu Niculescu 83' |       | 88' Ivan Tabanov | Ilie Oanăstadion, Ploiești Toeschouwers: 9.000 Scheidsrechter: Zoran Arsić (YUG) |

| Wereldkampioenschap voetbal 1998 |
| -------------------------------- |

|                                                                    |          |       |          |                                                                                 |
| 15 juni WK 1998 Groep G № 476 «onderlinge duels» 17:30 uur (UTC+2) | Roemenië | 1 – 0 | Colombia | Stade de Gerland, Lyon Toeschouwers: 37.572 Scheidsrechter: Lim Kee Chong (MRI) |
| 15 juni WK 1998 Groep G № 476 «onderlinge duels» 17:30 uur (UTC+2) | Ilie 45' |       |          | Stade de Gerland, Lyon Toeschouwers: 37.572 Scheidsrechter: Lim Kee Chong (MRI) |

|                                                                    |                                      |       |                  |                                                                                   |
| 22 juni WK 1998 Groep G № 477 «onderlinge duels» 21:00 uur (UTC+2) | Roemenië                             | 2 – 1 | Engeland         | Stadium Municipal, Toulouse Toeschouwers: 33.500 Scheidsrechter: Marc Batta (FRA) |
| 22 juni WK 1998 Groep G № 477 «onderlinge duels» 21:00 uur (UTC+2) | Viorel Moldovan 43' Dan Petrescu 89' |       | 83' Michael Owen | Stadium Municipal, Toulouse Toeschouwers: 33.500 Scheidsrechter: Marc Batta (FRA) |

|                                                                    |                     |       |                            |                                                                                       |
| 26 juni WK 1998 Groep G № 478 «onderlinge duels» 21:00 uur (UTC+2) | Tunesië             | 1 – 1 | Roemenië                   | Stade de France, Saint-Denis Toeschouwers: 77.000 Scheidsrechter: Edward Lennie (AUS) |
| 26 juni WK 1998 Groep G № 478 «onderlinge duels» 21:00 uur (UTC+2) | Viorel Moldovan 72' |       | 10' (pen.) Skander Souayah | Stade de France, Saint-Denis Toeschouwers: 77.000 Scheidsrechter: Edward Lennie (AUS) |

|                                                                           |          |                         |         |                                                                                    |
| 30 juni WK 1998 Achtste finale № 479 «onderlinge duels» 16:30 uur (UTC+2) | Roemenië | 0 – 1                   | Kroatië | Parc Lescure, Bordeaux Toeschouwers: 31.800 Scheidsrechter: Javier Castrilli (ARG) |
| 30 juni WK 1998 Achtste finale № 479 «onderlinge duels» 16:30 uur (UTC+2) |          | 45+2' (pen) Davor Šuker |         | Parc Lescure, Bordeaux Toeschouwers: 31.800 Scheidsrechter: Javier Castrilli (ARG) |

|  |  |  |  |  |  |  |  |  |

|                                                                          |           |       |          |                                                                             |
| 19 augustus Vriendschappelijk № 480 «onderlinge duels» 20:15 uur (UTC+2) | Noorwegen | 0 – 0 | Roemenië | Ullevaalstadion, Oslo Toeschouwers: 8.909 Scheidsrechter: Kenny Clark (SCO) |
| 19 augustus Vriendschappelijk № 480 «onderlinge duels» 20:15 uur (UTC+2) |           |       |          | Ullevaalstadion, Oslo Toeschouwers: 8.909 Scheidsrechter: Kenny Clark (SCO) |

|                                                                             | |       |               |                                                                                    |
| 2 september EK 2000 kwalificatie № 481 «onderlinge duels» 21:00 uur (UTC+3) | Roemenië | 7 – 0 | Liechtenstein | Stadionul Steaua, Boekarest Toeschouwers: 2.830 Scheidsrechter: Salem Prolić (BIH) |
| 2 september EK 2000 kwalificatie № 481 «onderlinge duels» 21:00 uur (UTC+3) | Gheorghe Popescu 18' Cătălin Munteanu 30' Adrian Ilie 32' Adrian Ilie 45' Adrian Ilie 53' Viorel Moldovan 56' Modestus Haas 60' (e.d.) |       |               | Stadionul Steaua, Boekarest Toeschouwers: 2.830 Scheidsrechter: Salem Prolić (BIH) |

|                                                                          |                         |       |                            |                                                                                     |
| 5 september Vriendschappelijk № 482 «onderlinge duels» 19:30 uur (UTC+2) | Duitsland               | 1 – 1 | Roemenië                   | Ta' Qalistadion, Ta' Qali Toeschouwers: 1.500 Scheidsrechter: Alfred Micallef (MLT) |
| 5 september Vriendschappelijk № 482 «onderlinge duels» 19:30 uur (UTC+2) | Christian Nerlinger 86' |       | 35' (pen.) Viorel Moldovan | Ta' Qalistadion, Ta' Qali Toeschouwers: 1.500 Scheidsrechter: Alfred Micallef (MLT) |

|                                                                            |          |                      |          |                                                                                  |
| 10 oktober EK 2000 kwalificatie № 483 «onderlinge duels» 21:00 uur (UTC+1) | Portugal | 0 – 1                | Roemenië | Estádio das Antas, Porto Toeschouwers: 37.354 Scheidsrechter: Hellmut Krug (GER) |
| 10 oktober EK 2000 kwalificatie № 483 «onderlinge duels» 21:00 uur (UTC+1) |          | 90' Dorinel Munteanu |          | Estádio das Antas, Porto Toeschouwers: 37.354 Scheidsrechter: Hellmut Krug (GER) |

|                                                                            |                  |       |                     |                                                                                     |
| 14 oktober EK 2000 kwalificatie № 484 «onderlinge duels» 20:15 uur (UTC+2) | Hongarije        | 1 – 1 | Roemenië            | Népstadion, Boedapest Toeschouwers: 25.000 Scheidsrechter: Kim Milton Nielsen (DEN) |
| 14 oktober EK 2000 kwalificatie № 484 «onderlinge duels» 20:15 uur (UTC+2) | János Hrutka 82' |       | 50' Viorel Moldovan | Népstadion, Boedapest Toeschouwers: 25.000 Scheidsrechter: Kim Milton Nielsen (DEN) |

### 1999
|                                                                      |                                 |       |         |                                                                                      |
| 3 maart Vriendschappelijk № 485 «onderlinge duels» 18:30 uur (UTC+2) | Roemenië                        | 2 – 0 | Estland | Stadionul Național, Boekarest Toeschouwers: 15.000 Scheidsrechter: Marcel Lică (ROU) |
| 3 maart Vriendschappelijk № 485 «onderlinge duels» 18:30 uur (UTC+2) | Ionel Ganea 15' Ionel Ganea 79' |       |         | Stadionul Național, Boekarest Toeschouwers: 15.000 Scheidsrechter: Marcel Lică (ROU) |

|                                                                       |          |                                  |        |                                                                                      |
| 10 maart Vriendschappelijk № 486 «onderlinge duels» 19:00 uur (UTC+2) | Roemenië | 0 – 2                            | Israël | Stadionul Steaua, Boekarest Toeschouwers: 8.000 Scheidsrechter: Kamen Aleksiev (BUL) |
| 10 maart Vriendschappelijk № 486 «onderlinge duels» 19:00 uur (UTC+2) |          | 18' Ronen Harazi 63' Walid Badir |        | Stadionul Steaua, Boekarest Toeschouwers: 8.000 Scheidsrechter: Kamen Aleksiev (BUL) |

|                                                                          |          |       |           |                                                                                      |
| 27 maart EK 2000 kwalificatie № 487 «onderlinge duels» 20:30 uur (UTC+2) | Roemenië | 0 – 0 | Slowakije | Stadionul Steaua, Boekarest Toeschouwers: 15.000 Scheidsrechter: Graham Barber (ENG) |
| 27 maart EK 2000 kwalificatie № 487 «onderlinge duels» 20:30 uur (UTC+2) |          |       |           | Stadionul Steaua, Boekarest Toeschouwers: 15.000 Scheidsrechter: Graham Barber (ENG) |

|                                                                          |              |                     |          |                                                                                         |
| 31 maart EK 2000 kwalificatie № 488 «onderlinge duels» 20:00 uur (UTC+5) | Azerbeidzjan | 0 – 1               | Roemenië | Tofikh Bakhramovstadion, Bakoe Toeschouwers: 10.000 Scheidsrechter: Roelof Luinge (NED) |
| 31 maart EK 2000 kwalificatie № 488 «onderlinge duels» 20:00 uur (UTC+5) |              | 49' Florentin Petre |          | Tofikh Bakhramovstadion, Bakoe Toeschouwers: 10.000 Scheidsrechter: Roelof Luinge (NED) |

|                                                                       |                 |       |        |                                                                                       |
| 28 april Vriendschappelijk № 489 «onderlinge duels» 20:30 uur (UTC+3) | Roemenië        | 1 – 0 | België | Stadionul Steaua, Boekarest Toeschouwers: 5.500 Scheidsrechter: Giorgos Fasolis (GRE) |
| 28 april Vriendschappelijk № 489 «onderlinge duels» 20:30 uur (UTC+3) | Ionel Ganea 48' |       |        | Stadionul Steaua, Boekarest Toeschouwers: 5.500 Scheidsrechter: Giorgos Fasolis (GRE) |

|                                                                     |                                     |       |           |                                                                                      |
| 5 juni Vriendschappelijk № 490 «onderlinge duels» 21:00 uur (UTC+3) | Roemenië                            | 2 – 0 | Hongarije | Stadionul Steaua, Boekarest Toeschouwers: 23.000 Scheidsrechter: Rune Pedersen (NOR) |
| 5 juni Vriendschappelijk № 490 «onderlinge duels» 21:00 uur (UTC+3) | Adrian Ilie 2' Dorinel Munteanu 15' |       |           | Stadionul Steaua, Boekarest Toeschouwers: 23.000 Scheidsrechter: Rune Pedersen (NOR) |

|                                                                        |                                                                                |       |              |                                                                                    |
| 9 juni EK 2000 kwalificatie № 491 «onderlinge duels» 21:00 uur (UTC+3) | Roemenië                                                                       | 4 – 0 | Azerbeidzjan | Stadionul Steaua, Boekarest Toeschouwers: 5.200 Scheidsrechter: Željko Širić (CRO) |
| 9 juni EK 2000 kwalificatie № 491 «onderlinge duels» 21:00 uur (UTC+3) | Ionel Ganea 36' Dorinel Munteanu 44' (pen.) Ion Vlădoiu 49' Laurenţiu Roşu 89' |       |              | Stadionul Steaua, Boekarest Toeschouwers: 5.200 Scheidsrechter: Željko Širić (CRO) |

|                                                                          |                                      |       |                                              |                                                                                    |
| 18 augustus Vriendschappelijk № 492 «onderlinge duels» 21:00 uur (UTC+3) | Cyprus                               | 2 – 2 | Roemenië                                     | Tsirionstadion, Limasol Toeschouwers: 1.500 Scheidsrechter: Kostas Kapitanis (CYP) |
| 18 augustus Vriendschappelijk № 492 «onderlinge duels» 21:00 uur (UTC+3) | Kostas Malekkos 14' Siniša Gogić 72' |       | 45' (pen.) Ioan Lupescu 75' Iulian Filipescu | Tsirionstadion, Limasol Toeschouwers: 1.500 Scheidsrechter: Kostas Kapitanis (CYP) |

|                                                                             |                            |       |                                                                                               |                                                                                    |
| 4 september EK 2000 kwalificatie № 493 «onderlinge duels» 20:15 uur (UTC+2) | Slowakije                  | 1 – 5 | Roemenië                                                                                      | Tehelné pole, Bratislava Toeschouwers: 8.143 Scheidsrechter: Graziano Cesari (ITA) |
| 4 september EK 2000 kwalificatie № 493 «onderlinge duels» 20:15 uur (UTC+2) | Vladimír Labant 22' (pen.) |       | 6' Adrian Ilie 30' Gheorghe Hagi 66' Liviu Ciobotariu 88' Viorel Moldovan 90' Viorel Moldovan | Tehelné pole, Bratislava Toeschouwers: 8.143 Scheidsrechter: Graziano Cesari (ITA) |

|                                                                             |                   |       |               |                                                                                        |
| 8 september EK 2000 kwalificatie № 494 «onderlinge duels» 21:00 uur (UTC+3) | Roemenië          | 1 – 1 | Portugal      | Stadionul Steaua, Boekarest Toeschouwers: 24.000 Scheidsrechter: Hartmut Strampe (GER) |
| 8 september EK 2000 kwalificatie № 494 «onderlinge duels» 21:00 uur (UTC+3) | Gheorghe Hagi 37' |       | 45' Luís Figo | Stadionul Steaua, Boekarest Toeschouwers: 24.000 Scheidsrechter: Hartmut Strampe (GER) |

|                                                                        |               |                                                    |          |                                                                                  |
| 9 oktober Vriendschappelijk № 495 «onderlinge duels» 17:30 uur (UTC+2) | Liechtenstein | 0 – 3                                              | Roemenië | Rheinparkstadion, Vaduz Toeschouwers: 2.900 Scheidsrechter: Andrey Butenko (RUS) |
| 9 oktober Vriendschappelijk № 495 «onderlinge duels» 17:30 uur (UTC+2) |               | 26' Laurenţiu Roşu 65' Ionel Ganea 75' Ionel Ganea |          | Rheinparkstadion, Vaduz Toeschouwers: 2.900 Scheidsrechter: Andrey Butenko (RUS) |

CONMEBOL: Bolivia · Chili  · Colombia · Ecuador · Uruguay · Venezuela

UEFA: Albanië · Andorra · Armenië · Azerbeidzjan · België · Bosnië en Herzegovina · Bulgarije · Cyprus · Denemarken · (West-)Duitsland · Duitse Democratische Republiek · Engeland · Estland · Faeröer · Finland · Frankrijk · Georgië · Griekenland · Hongarije · IJsland · Ierland · Israël · Italië · Joegoslavië · Kroatië · Letland · Liechtenstein · Litouwen · Luxemburg · Malta · Moldavië · Nederland · Noord-Ierland · Noord-Macedonië · Noorwegen · Oekraïne · Oostenrijk · Polen · Portugal · Roemenië · Rusland · San Marino · Schotland · Slovenië · Slowakije · Sovjet-Unie/GOS ·  Spanje · Tsjechië · Tsjecho-Slowakije · Turkije · Wales · Wit-Rusland · Zweden · Zwitserland

AFC: Kazachstan

CAF: Madagaskar

CONCACAF: Belize · Canada
FRF · A-internationals · Selecties · Bondscoaches · Statistieken · Roemeens vrouwenelftal · Olympisch elftal · Roemenië U21 · Roemenië U20 · Roemenië U19 · Roemenië U18 · Roemenië U17 · Roemenië U16
1922 – 1929 · 
1930 – 1939 · 
1940 – 1949 · 
1950 – 1959 · 
1960 – 1969 · 
1970 – 1979 · 
1980 – 1989 · 
1990 – 1999 · 
2000 – 2009 · 
2010 – 2019 · 
2020 – 2029
EK's: 1984 · 
1996 · 
2000 · 
2008 · 
2016 · 
2024
WK's: 1930 · 
1934 · 
1938 · 
1970 · 
1990 · 
1994 · 
1998
OS: 1924 · 
1952 · 
1964 · 
2020
1922 · 
1923 · 
1924 · 
1925 · 
1926 · 
1927 · 
1928 · 
1929 · 
1930 · 
1931 · 
1932 · 
1933 · 
1934 · 
1935 · 
1936 · 
1937 · 
1938 · 
1939 · 
1940 · 
1941 · 
1942 · 
1943 · 
1944 · 
1945 · 
1946 · 
1947 · 
1948 · 
1949 · 
1950 · 
1952 · 
1952 · 
1953 · 
1954 · 
1955 · 
1956 · 
1957 · 
1958 · 
1959 · 
1960 · 
1961 · 
1962 · 
1963 · 
1964 · 
1965 · 
1966 · 
1967 · 
1968 · 
1969 · 
1970 · 
1971 · 
1972 · 
1973 · 
1974 · 
1975 · 
1976 · 
1977 · 
1978 · 
1979 · 
1980 · 
1981 · 
1982 · 
1983 · 
1984 · 
1985 · 
1986 · 
1987 · 
1988 · 
1989 · 
1990 · 
1991 · 
1992 · 
1993 · 
1994 · 
1995 · 
1996 · 
1997 · 
1998 · 
1999 · 
2000 · 
2001 · 
2002 · 
2003 · 
2004 · 
2005 · 
2006 · 
2007 · 
2008 · 
2009 · 
2010 · 
2011 · 
2012 · 
2013 · 
2014 · 
2015 ·
2016 ·
2017 ·
2018 ·
2019 ·
2020 ·
2021 ·
2022 ·
2023
Albanië ·
Algerije ·
Andorra ·
Argentinië ·
Armenië ·
Australië ·
Azerbeidzjan ·
België ·
Bolivia ·
Bosnië en Herzegovina ·
Brazilië ·
Bulgarije ·
Chili ·
China ·
Colombia ·
Congo-Kinshasa ·
Cuba ·
Cyprus ·
DDR ·
Denemarken ·
Duitsland ·
Ecuador ·
Egypte ·
Engeland ·
Estland ·
Faeröer ·
Finland ·
Frankrijk ·
Georgië ·
Griekenland ·
Honduras ·
Hongarije ·
Ierland ·
IJsland ·
Irak ·
Iran ·
Israël ·
Italië ·
Ivoorkust ·
Japan ·
Joegoslavië ·
Kameroen ·
Kazachstan · 
Kosovo · 
Kroatië ·
Letland ·
Liechtenstein ·
Litouwen ·
Luxemburg ·
Malta ·
Marokko ·
Mexico ·
Moldavië ·
Montenegro ·
Nederland ·
Nigeria ·
Noord-Ierland ·
Noord-Macedonië ·
Noorwegen ·
Oekraïne ·
Oostenrijk ·
Paraguay ·
Peru ·
Polen ·
Portugal ·
Rusland ·
San Marino ·
Schotland ·
Servië ·
Slovenië ·
Slowakije ·
Sovjet-Unie ·
Spanje ·
Trinidad en Tobago ·
Tsjechië ·
Tsjecho-Slowakije ·
Tunesië ·
Turkije ·
Turkmenistan ·
Uruguay ·
Verenigde Arabische Emiraten ·
Verenigde Staten ·
Wales ·
Wit-Rusland ·
Zuid-Korea ·
Zweden ·
Zwitserland
Albanië (2016) · 
Frankrijk (2008) · 
Frankrijk (2016) · 
Italië (2008) · 
Nederland (2008) · 
Zwitserland (2016)